# John Moon Hee Jong
John Moon Hee Jong (* 26. August 1966 in Gyeonggi-do, Südkorea) ist ein südkoreanischer Geistlicher. Er ist Weihbischof in Suwon.

## Leben
John Moon Hee Jong empfing am 21. Januar 1994 das Sakrament der Priesterweihe für das Bistum Suwon.
Am 23. Juli 2015 ernannte ihn Papst Franziskus zum Titularbischof von Mutia und zum Weihbischof in Suwon. Der Bischof von Suwon, Mathias Ri Iong-hoon, spendete ihm am 10. September desselben Jahres die Bischofsweihe; Mitkonsekratoren waren der Weihbischof in Suwon, Linus Lee Seong-hyo, und der Weihbischof in Incheon, John Baptist Jung Shin-chul.